# Liste der Bodendenkmäler in Versmold
Die Liste der Bodendenkmäler in Versmold enthält die denkmalgeschützten unterirdischen baulichen Anlagen, Reste oberirdischer baulicher Anlagen, Zeugnisse tierischen und pflanzlichen Lebens und paläontologischen Reste auf dem Gebiet der Stadt Versmold im Kreis Gütersloh in Nordrhein-Westfalen (Stand: August 2020). Diese Bodendenkmäler sind in Teil B der Denkmalliste der Stadt Versmold eingetragen; Grundlage für die Aufnahme ist das Denkmalschutzgesetz Nordrhein-Westfalen (DSchG NRW).
| Bild | Bezeichnung           | Lage                                                   | Beschreibung | Bauzeit | Eingetragen seit | Denkmal- nummer |
| ---- | --------------------- | ------------------------------------------------------ | ------------ | ------- | ---------------- | --------------- |
| BW   | Burgstätte            | Oesterweg Karte                                        |              |         |                  | 1               |
| BW   | Adelssitz Stockheim   | Loxten Stockheimer Straße 10 (Stockheimer Mühle) Karte |              |         |                  | 2               |
| BW   | Inselhaus mit Gräften | Loxten Stockheimer Straße 13 Karte                     |              |         |                  | 3               |